# Rochedo de Minas
Rochedo de Minas é um município brasileiro do estado de Minas Gerais. Segundo o censo realizado em 2022, sua população era de 2 291 habitantes. 
O atual prefeito é Cristiano Corrêa Coletta. 

## História
O município de Rochedo de Minas, antigamente conhecido como Rochedo ou Japaraíba, foi criado pela Lei nº 2764, de 30 de dezembro de 1962, desmembrando-se de São João Nepomuceno.

## Geografia

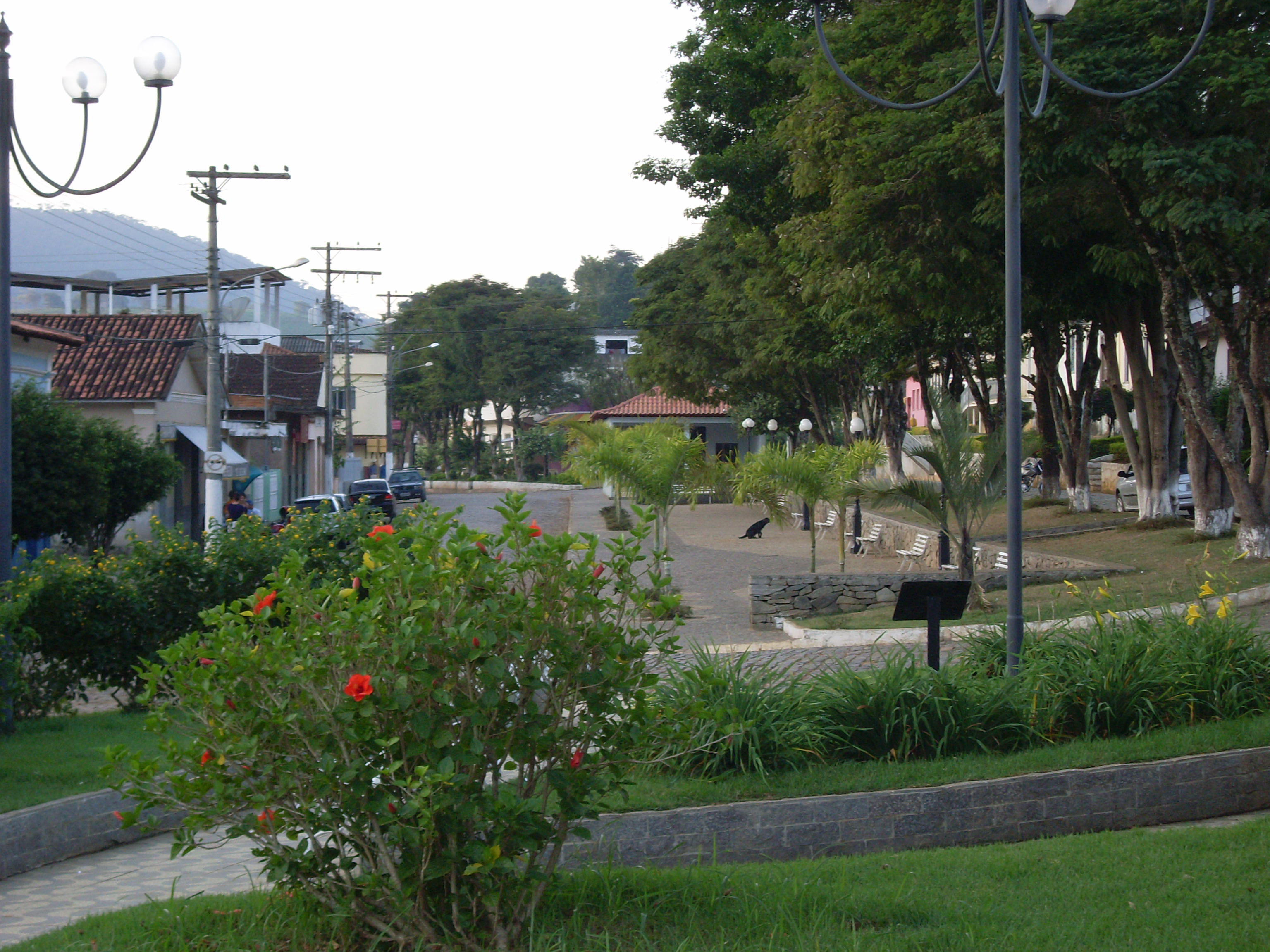
Centro de Rochedo de Minas.

Geograficamente a cidade se situa num vale, crescendo ao longo da antiga estrada de ferro, desativada nos anos 1970 e definitivamente desmontada em 1983.
Hoje não resta quase nenhuma das grandes fazendas cafeeiras do passado. A sua maioria foi destruída para dar lugar ao pasto para alimentar o gado.
O município é localizado na Zona da Mata de Minas Gerais, região de influência de Juiz de Fora, Rochedo de Minas fica na parte montanhosa entre a Serra do Mar e a Mantiqueira.

### Temperatura
Média anual: 20,60°C
Média máxima anual: 25,20°C
Média mínima anual: 15,60 °C
Índice médio pluviométrico anual: 1.200 mm

### Relevo
Pode ser assim representado: plano, 20%; ondulado, 30%; montanhoso, 50%. Suas principais elevações são a Montanha do Pensamento e as Serras da Demanda, do Recreio e de São Bento.

### Hidrografia
Está inserido na Bacia do Rio Paraíba do Sul. Apresenta numerosos cursos d'água, como o Ribeirão Roça Grande e os córregos Rochedo, União, Santo Antônio, Provisório, Pensamento, Barra Dantas, Araras, Mirante e da Cachoeira.

### População
A população, muitos descendentes de italianos, é predominantemente católica e o grau de parentesco é evidente.

### Distâncias
Distância dos principais centros:
Belo Horizonte: 293 km
Rio de Janeiro: 215 km
São Paulo: 510 km
Brasília: 1.045 km
Vitória: 475 km
Juiz de Fora: 54 km

### Flora e Fauna
A flora nativa tem ipês, acácias, plantas ornamentais e muitas áreas reflorestadas de eucaliptos. A fauna tem pacas, jaguatiricas, tatus e muitas aves e pássaros.

## Economia
Sua economia até pouco tempo era exclusivamente pecuária, através dos rebanhos de gado leiteiro. No início da década de 1990, Rochedo passou a ter confecções e hoje é o setor que mais emprega na cidade. Vive da agropecuária, principalmente do rebanho bovino, raceado para leite. Também cria galináceos, equinos, muares, caprinos e ovinos. Na agricultura, os principais produtos são: arroz, feijão, milho, mandioca, café, cana-de-açúcar e hortigranjeiros, sem muita expressão econômica. Entre as frutas destacam-se a laranja e a banana. Conta com pequenas indústrias, destacando-se uma fábrica de palmilhas e solados, confecções e inúmeras facções. A facilidade de acesso asfaltado e a proximidade de grandes centros como Juiz de Fora, levam a população a abastecer-se por lá, já que é modesta a rede varejista da cidade.
O comércio local é essencialmente formado por pequenas lojas familiares. Não há hotéis ou pousadas na cidade.

## Cultura
O Clube Municipal programa bailes em alguns finais de semana.
A Quadra Poliesportiva contribui para que habitantes e visitantes desfrutem momentos de descontração.
O Esporte Clube Rochedo defende as cores da cidade e proporciona o lazer das tardes domingueiras.

### Festas
A festa julina da escola, o aniversário da cidade (1º de março), o 7 de setembro e, atualmente, o CarnaRochedo (2 semanas antes do carnaval), são oportunidades para festejos populares e cívicos.

### Religião
A religião católica, apostólica, romana predomina, sendo operantes as Irmandades de São Vicente de Paulo (que assiste a população carente) e do Sagrado Coração de Jesus, além da Legião de Maria.
Além da Igreja Matriz, há as capelas de São Sebastião e São Francisco de Assis. Dentre as festas religiosas, sobressaem a da Padroeira Nossa Senhora da Piedade (setembro), a de São Sebastião (janeiro), a do mês de Maria (maio), a do Sagrado Coração de Jesus (junho), a de Nossa Senhora Aparecida (outubro) e a Semana Santa, muitas delas dando lugar, além dos cultos tradicionais, aos leilões, barraquinhas e quermesses.
Outros templos religiosos estabeleceram-se no município nos últimos anos, dos quais podem ser citados: Assembleia de Deus, Evangelho Quadrangular, Igreja Metodista e outros.

## Infraestrutura
A cidade é pequena, com ruas e praças calçadas, ajardinadas e arborizadas de amendoeiras e patas-de-vaca. São da Prefeitura Municipal os serviços de água e esgoto.
A energia elétrica é da Energisa Minas Gerais - Distribuidora de Energia S/A e, os telefones, da Oi. A cidade também conta com uma torre de telefonia celular da operadora Claro, outra da operadora Vivo e internet fibra ótica fornecida tanto pela Elo.net quanto pela Link10 .
O município conta com dois Centros de Saúde, onde são feitos atendimentos médicos e odontológicos mais simples. Os serviços hospitalares são feitos em municípios vizinhos, como São João Nepomuceno e Bicas, sendo os mais complexos realizados em Juiz de Fora.
Há ainda um posto dos Correios e Telégrafos. A cidade conta com um destacamento da polícia militar, uma escola que oferece ensino de 1º e 2º graus e 2 creches. Existe também o serviço de transporte escolar para recolher estudantes, principalmente da zona rural. A 1º de março de 2013 foi inaugurada a Rádio Rochedo FM.

### Educação
A rede de ensino conta com duas escolas, uma municipal que atende ao ensino Fundamental e outra estadual que atua no Ensino Médio. A cidade também conta com duas creches para atender às crianças menores de 6 anos de idade.
Uma única biblioteca existente no município (Biblioteca Pública Municipal Professora Ormy Mendonça de Souza) atende às necessidades de pesquisa dos estudantes e ao gosto de leitura da população.